# Сант'Агата Болоњезе
Сант'Агата Болоњезе (итал. Sant'Agata Bolognese) је насеље у Италији у округу Болоња, региону Емилија-Ромања.
Према процени из 2011. у насељу је живело 5591 становника. Насеље се налази на надморској висини од 22 м.

## Становништво
| 1951. | 1961. | 1971. | 1981. | 1991. | 2001. | 2011. |
| ----- | ----- | ----- | ----- | ----- | ----- | ----- |
| 5.348 | 4.812 | 4.641 | 4.703 | 4.927 | 5.973 | 7.140 |